# Sogeti
Sogeti (Société pour la gestion de l'entreprise et traitement de l'information) is een Frans ICT-bedrijf.

## Geschiedenis
Sogeti werd opgericht in oktober 1967 door Serge Kampf te Grenoble (Frankrijk). In 1973 nam Sogeti een meerderheidsbelang in het Europese bedrijf CAP. In 1974 werd het Amerikaanse bedrijf Gemini Computer Systems overgenomen.
In 1975 werden de drie bedrijven samengevoegd tot CAP Gemini Sogeti. In 1996 werd de naam versimpeld tot Capgemini. In 2002 werd het gebruik van de merknaam Sogeti opnieuw door Capgemini ingesteld. Sogeti is binnen de Benelux sinds 2002 een zusterbedrijf van Capgemini.

## Sogeti Nederland
In Nederland ontstond op 1 augustus 2002 Sogeti Nederland B.V. door een fusie met de bedrijven IQUIP Informatica B.V. (IQUIP), Gimbrère en Dohmen Software B.V. (G&D) en Twinac Software B.V. (Twinsoft). Twee jaar later kwam op concernniveau de fusie tussen Sogeti en Transiciel tot stand. Dit betekende voor Sogeti Nederland dat de UCC Groep en Flow onderdeel gingen uitmaken van de organisatie. In 2010 nam Sogeti SAP-dienstverlener Uphantis over.
Binnen Sogeti Nederland B.V. is de softwaretestmethode Test Management Approach (TMap), de DYA-architectuurmethodiek, de infrastructuurprojectmethodiek InFraMe en de implementatieaanpak Regatta ontwikkeld en gepubliceerd. Het bedrijf heeft zijn Nederlandse hoofdvestiging sinds april 2024 in Utrecht en heeft daarnaast kantoren in Amsterdam, Capelle aan den IJssel, Eindhoven en Groningen.
Begin 2014 had Sogeti Nederland B.V. 2538 medewerkers in dienst. Kenmerkend voor Sogeti is zijn organisatiemodel. De lijnorganisatie heeft een op expertises ingedeelde divisiestructuur, de verkoop- en deliveryorganisatie zijn op basis van sectoren ingericht.
Op 18 september 2018 maakte Sogeti het nieuwe logo bekend.

## Bedrijfsresultaten
Sinds 2007 verschijnen er jaarverslagen van Sogeti. Hieronder volgt een beknopt overzicht van de resultaten.
| Jaar                                       | 2018      | 2017      | 2016      | 2015      | 2014      | 2013      | 2012    | 2011    | 2010    | 2009    | 2008    | 2007    | 2006    |
| ------------------------------------------ | --------- | --------- | --------- | --------- | --------- | --------- | ------- | ------- | ------- | ------- | ------- | ------- | ------- |
| Omzet                                      | 250,1 mln | 246,4 mln | 239,3 mln | 239,1 mln | 228,9 mln | 228,9 mln | 249 mln | 284 mln | 292 mln | 301 mln | 335 mln | 289 mln | 245 mln |
| Winst                                      | 21 mln    | 24,7 mln  | 24,4 mln  | 22,7 mln  | 15,7 mln  | 9,9 mln   | 3 mln   | 16 mln  | 33 mln  | 47 mln  | 63 mln  | 53 mln  | 39 mln  |
| Aantal medewerkers (headcount)             | 2369      | 2389      | 2409      | 2413      | 2473      | 2538      | 2683    | 3046    | 3242    | 3159    | 3367    | 3121    | 2666    |
| Opbrengst/medewerker na correctie parttime | 113,8     | 108,1     | 102,2     | 100,1     | 94        | 88,1      | 89,4    |         |         |         |         |         |         |